# Ghiacciaio pedemontano Bowers
Il ghiacciaio pedemontano Bowers è un ghiacciaio pedemontano della terra della regina Victoria, Dipendenza di Ross, in Antartide.
Localizzato ad una latitudine di 77° 43′ S ed una longitudine di 164° 18′ E, si unisce nel lato sud con il ghiacciaio Blue e copre un'area di  oltre 60 km² a sud di New Harbor.
Scoperto durante la spedizione Discovery del 1901-04, venne intitolato soltanto durante la spedizione Terra Nova del 1910-13 a Henry Bowers, che raggiunse il Polo Sud guidato da Robert Falcon Scott, ma morì durante il viaggio di ritorno.